# San Francisco (lettertype)
San Francisco is een van de originele bitmap-lettertypen voor de Apple Apple Macintosh-computer. Het werd ontworpen door Susan Kare en kent een willekeurig karakter. Het is net alsof de letters van verschillende typen in willekeurige volgorde door elkaar worden gebruikt.
Een officiële TrueType-versie werd nooit gemaakt en San Francisco verdween met de komst van Systeem 7. Het TrueType-lettertype Saint Francis vertoont veel overeenkomsten en werd als vervanger op niet-Apple-systemen gebruikt.